# Spiroctenus latus
Spiroctenus latus là một loài nhện trong họ Nemesiidae.
Spiroctenus latus được miêu tả năm 1904 bởi Purcell.